# أهو ياغتو
أهو ياغتو (بالتركية: Ahu Yağtu)‏ هي ممثلة وعارضة أزياء تركية ولدت في يوم 11 يوليو 1978 في مدينة إزمير في تركيا. بدأت التمثيل في سنة 2001 ومثلت في مسلسلات عشق وجزاء في سنة 2010 ومسلسل حطام في سنة 2014 ومسلسل للات النساء في سنة 2019. سبق لها الزواج والطلاق من جم يلماز لها ابن واحد منه.

## مسلسلات
- Kardeşlerim (2021)
- Feza and Other Planets (2019)
- Kadın (2019)
- Paramparça (2014–2017)
- Bir Çocuk Sevdim (2011)
- Bir Avuç Deniz (2011)
- Aşk ve Ceza (2010)
- Komiser Nevzat (2007)
- (2006) Nil
- Savcının Karısı (2005)
- Kampüsistan (2003)
- 90-60-90 (2001) Esin